# Маргарита Бжезька
Маргарита Бжезька (пол. Małgorzata z Brzegu, бл. 1342 —  26 лютого 1386) — княжна з роду П'ястів, донька князя Легниці та Бжегу Людвіка I Справедливого та княжни Глогувської Агнеси, перша дружина герцога Баварії-Штраубінгу Альбрехта I.

## Біографія
Народилась близько 1342 року. Була первістком в родині князя Легницького Людвіка I Справедливого та його дружини Агнеси Глогувської. Своє ім'я отримала на честь бабусі з батьківського боку. Мала молодших братів Генрика та Вацлава й сестер Катарину та Ядвіґу.
У 1342—1345 роках батько правив разом зі своїм братом Вацлавом. Згодом відносини між ними стали складними. Певний час Людвік із родиною мешкав у Бичині, маючи щорічну пенсію у 400 гривень срібла, а згодом — у придбаному місті Любін. Після смерті у квітні 1352 року Болеслава III, між Людвіком та Вацлавом почалася справжня громадянська війна, яка тривала шість років. На її початку Маргарита була видана заміж. 
Шлюб був результатом династичної політики імператора Карла IV, який, не маючи, власних нащадків, допомагав влаштовувати шлюб своїх сілезьких родичів. Метою було зміцнення відносин з нижньобаварськими Віттельсбахами, які були йому необхідні для підтримки його домагань у Верхньому Пфальці. Взаємна підтримка згодом була закріплена Союзним договором від 13 червня 1370 року.
19 липня 1353 Маргарита стала дружиною 15-річного герцога Баварії-Штраубінгу Альбрехта I. Вінчання пройшло в Пассау. Імператор дарував княжні 30 000 флоринів посагу. У подружжя народилося семеро дітей
У 1353—1358 роках Альбрехт правив Баварією разом із братом Вільгельмом. Втім, коли останній став виказувати ознаки божевілля, Альбрехт заточив його у Ле-Кенуа і став регентом на його землях.
Померла Маргарита в Гаазі у лютому 1386 рока. Була похована з великою пишністю та помпезністю у придворній каплиці графів Голландії у Бінненгофі в Гаазі. Багато прикрашену надгробну плиту створили митці з Брюсселю Вотер ван Гальмаден і Ян Келдерман ван Брюссель, а також художник Якоб ван Маннікен. Майстри взяли за приклад гробницю матері Альбрехта в Валансьєні. Наразі поховання втрачене.

## Родина
Чоловік — Альбрехт Баварський
Діти:

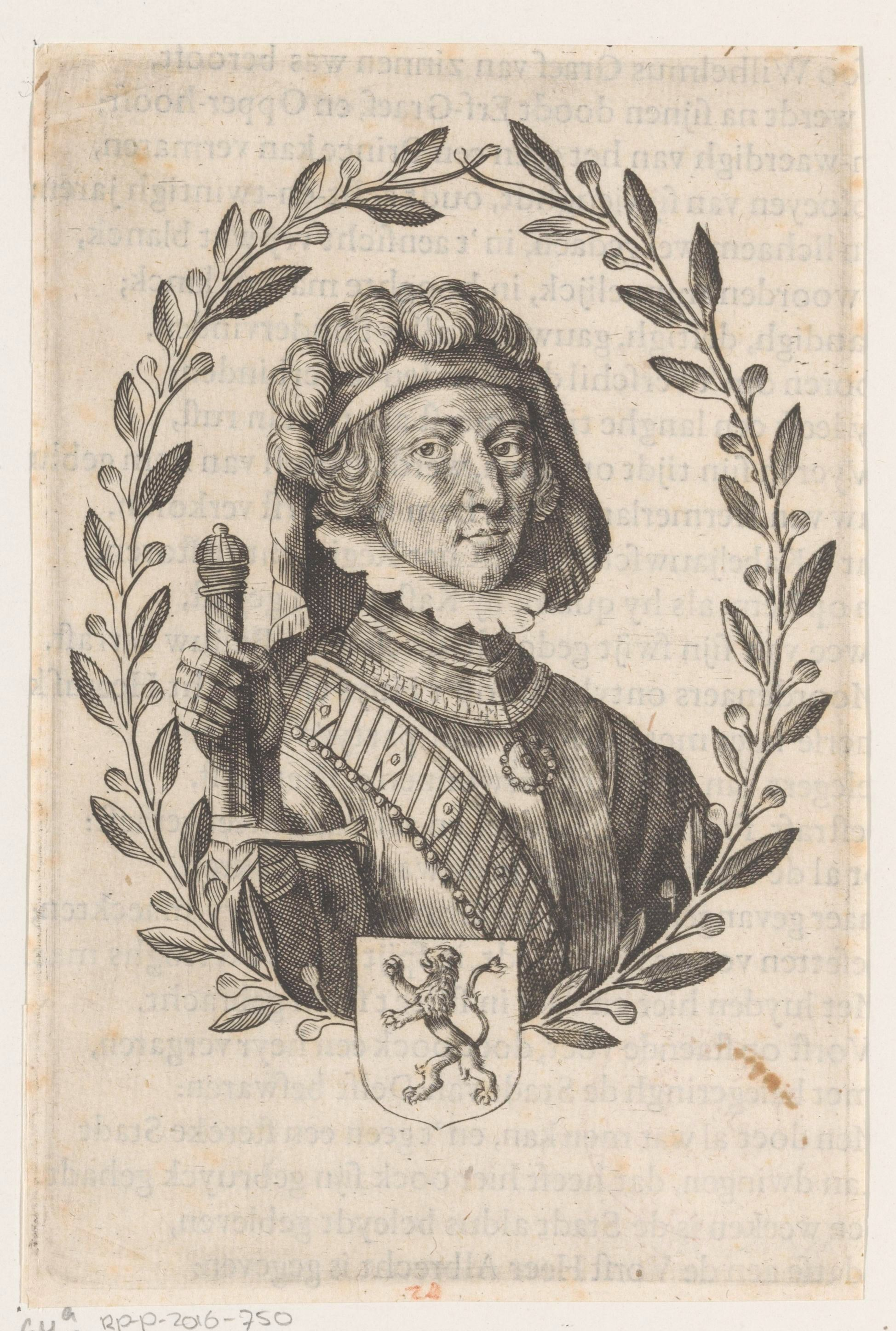
Альбрехт Баварський

- Катерина (близько 1361—1400) — дружина герцога Гелдерна і Юліха Вільгельма І, дітей не мала;
- Йоганна (близько 1362—1386) — дружина короля Німеччини та Богемії Вацлава IV, дітей не мала;
- Маргарита (1363—1423) — дружина герцога Бургундії Жана Безстрашного, мала восьмеро дітей;
- Вільгельм II (1365—1417) — герцог Баварії-Штраубінгу у 1404—1417 роках, граф Голландії, Зеландії та Геннегау, був одруженим із Маргаритою Бургундською, мав законну доньку та кількох позашлюбних дітей;
- Альбрехт II (1369—1397) — герцог Баварії-Штраубінгу у 1389—1397 роках, одруженим не був, дітей не мав;
- Йоганна Софія (близько 1373/1377—1410) — дружина герцога Австрії Альбрехта IV, мала сина та доньку;
- Йоганн III (близько 1374/1376—1425) — герцог Баварії-Штраубінгу у 1417—1425 роках, граф Голландії, Зеландії та Геннегау, був одруженим з Єлизаветою фон Герліц, дітей не мав.